# Festival international du film de Hong Kong
Le festival international du film de Hong Kong (en anglais : Hong Kong International Film Festival, ou HKIFF) est un festival de cinéma créé en 1976 par le conseil municipal (Urban Council) de Hong Kong. La première édition a lieu en 1977.

## 1999 - 23eédition

### Prix FIPRESCI
- Oru Yatra de Sivan ( Inde)
- Mention spéciale : Love Will Tear Us Appart de Nelson Lik-wai Yu ( Hong Kong)

## 2000 - 24eédition
Le festival se déroule du 12 au 27 avril 2000.
Compte rendu : (en) « 24th Hong Kong International Film Festival », sur senseofcinemacom, juin 2000 (consulté le 24 septembre 2015)

### Prix FIPRESCI
ex æquo :
- 2H de Li Ying ( Japon)
- Ruang talok 69 de Pen-Ek Ratanaruang ( Thaïlande)

## 2001 - 25eédition
Le festival se déroule du 6 au 21 avril 2001.
Compte rendu : (en) « The Hong Kong International Film Festival, April 2001, March/April 2002 », sur offscreen.com, augut 2002 (consulté le 24 septembre 2015)

### Prix FIPRESCI
ex æquo :
- Brother de Mak Yan Yan ( Hong Kong)
- Barking Dog de Bong Joon-ho ( Corée du Sud)

## 2002 - 26eédition
Le festival se déroule du 27 mars au 7 avril 2002.
Compte rendu : 
1. (en) « The Hong Kong International Film Festival, April 2001, March/April 2002 », sur offscreen.com, août 2002 (consulté le 24 septembre 2015)
2. (en) « The Hong Kong International Film Festival, continued (finally) », sur horschamp.qc.ca, 31 juillet 2004 (consulté le 24 septembre 2015)

### Prix FIPRESCI
- McDull dans les nuages (My Life as McDull ou Mak Dau goo si) de Toe Yuen ( Hong Kong)
- Mentions spéciales :
  - Take Care of My Cat (Goyangileul butaghae) de Jeong Jae-eun ( Corée du Sud)
  - Human Comedy (Ren jian xi ju) de Hung Hung ( Taïwan)
  - Conjugation (Dong ci bian wei) de Tang Xiaobai  ( Hong Kong)

## 2003 - 27eédition
Le festival se déroule du 8 au 23 avril 2003.
- Compte rendu : (en) « Face Masks at the 27th HKIFF », sur senseofcinema.com, mai 2003 (consulté le 24 septembre 2015)

## 2005 - 29eédition

### Asian Digital Competition
- Golden Digital Award : The Soup, One Morning de Izumi Takahashi et Oxhide de Liu Jiayin

### Prix FIPRESCI
- Lost in Wu Song de Lu Yi-tong

### Humanitarian Awards for Documentaries
- Humanitarian Award for Best Documentary : Before The Flood de Li Yi-fan Yan Yu
- Humanitarian Award for Outstanding Documentary : Asshak, Tales from the Sahara de Ulrike Koch
- Special Mention :  Shape of the Moon de Leonard Retel Helmrich

## 2006 - 30eédition

### Asian Digital Competition
- Golden Digital Award : Taking Father Home (Bei Yazi De Nanhai), de Ying Liang
- Silver Digital Award : Walking on the Wild Side (Lai Xiao Zi), de Han Jie

### Prix FIPRESCI
- Le Silence des pierres sacrées (The Silent Holy Stones) de Wanma Caidan

### Humanitarian Awards for Documentaries
- Humanitarian Award for Best Documentary : Senior Year (Gao San), de Zhou Hao
- Humanitarian Award for Outstanding Documentary : The Ants (Ari no Heital), de Ikeya Kaoru
- Mention spéciale : Once Upon a Home (Feichang Jia Shi), de Li Ying

### SIGNIS Award
- SIGNIS award : C.R.A.Z.Y. de Jean-Marc Vallée ( Canada) et Turtles Can Fly de Bahman Ghobadi
- Mentions spéciales : Le Silence des pierres sacrées (The Silent Holy Stones) de Wanma Caidan et The Blossoming of Maximo Oliveros de Auraeus Solito

### Fresh Wave Joint-U Short Film Competition
- Meilleur film : Wasted de Frank Hui
- Meilleure créativité : Wanna Tell You de Enoh Yeung
- Mention spéciale : Siu Ming de Chan Wai-man

## 2008 - 32eédition
Le festival se déroule du 17 mars au 6 avril 2008.

## 2011 - 35eédition

### Asian Digital Competition

#### Golden Digital Award
- 2011 : Le Vieux Chien (Old Dog) de Pema Tseden

## 2012 - 36eédition

### Young Cinema Competition

#### Jury
- Anderson Le, président
- Lee Yoon-ki
- Law Kar

## 2013 - 37eédition
Sauf information différente, les informations proviennent du site de l'édition du festival
Le festival se tient du 17 mars au 2 avril 2013.

## 2016 -

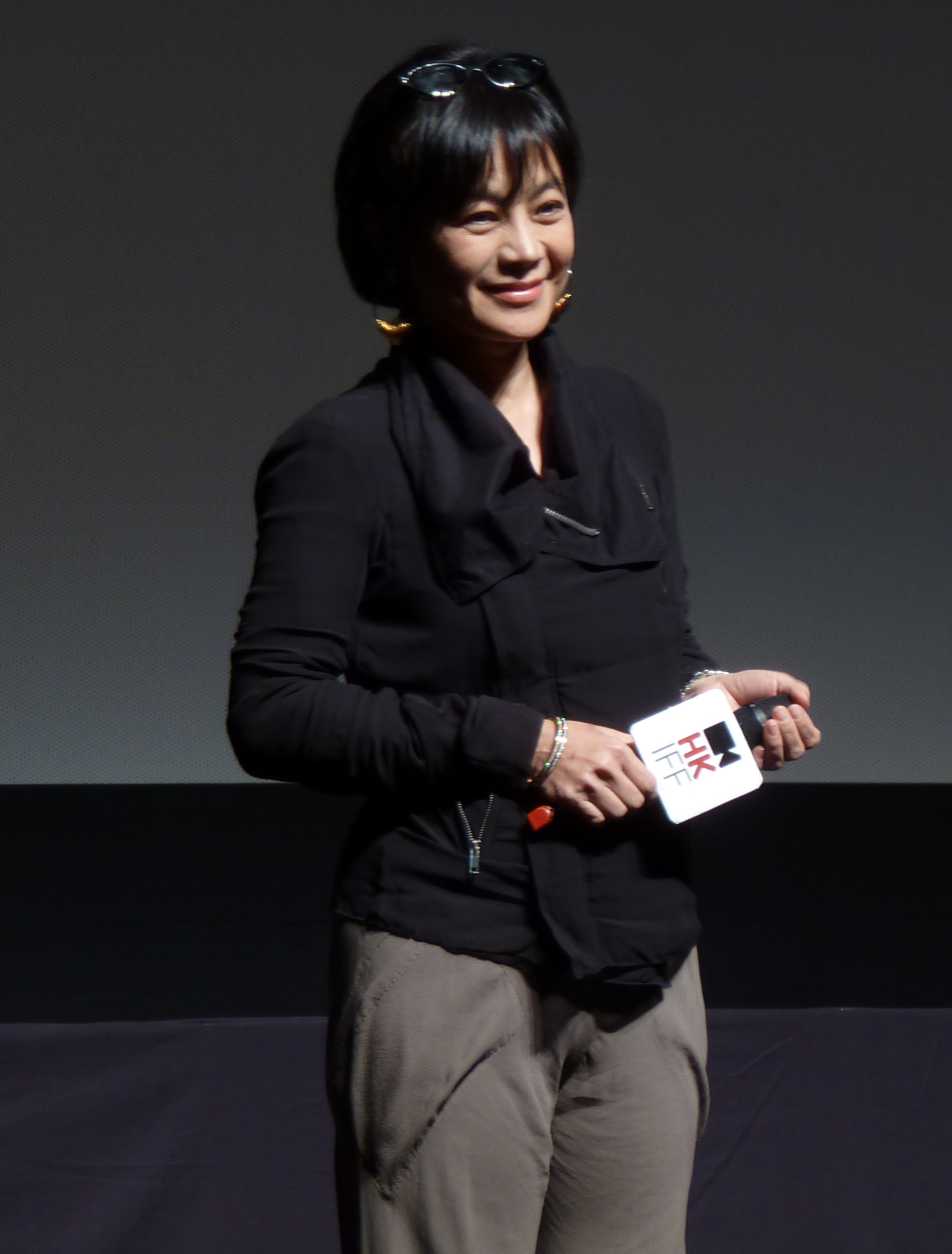
Sylvia Chang, présidente du jury 2016.

## 2017 -

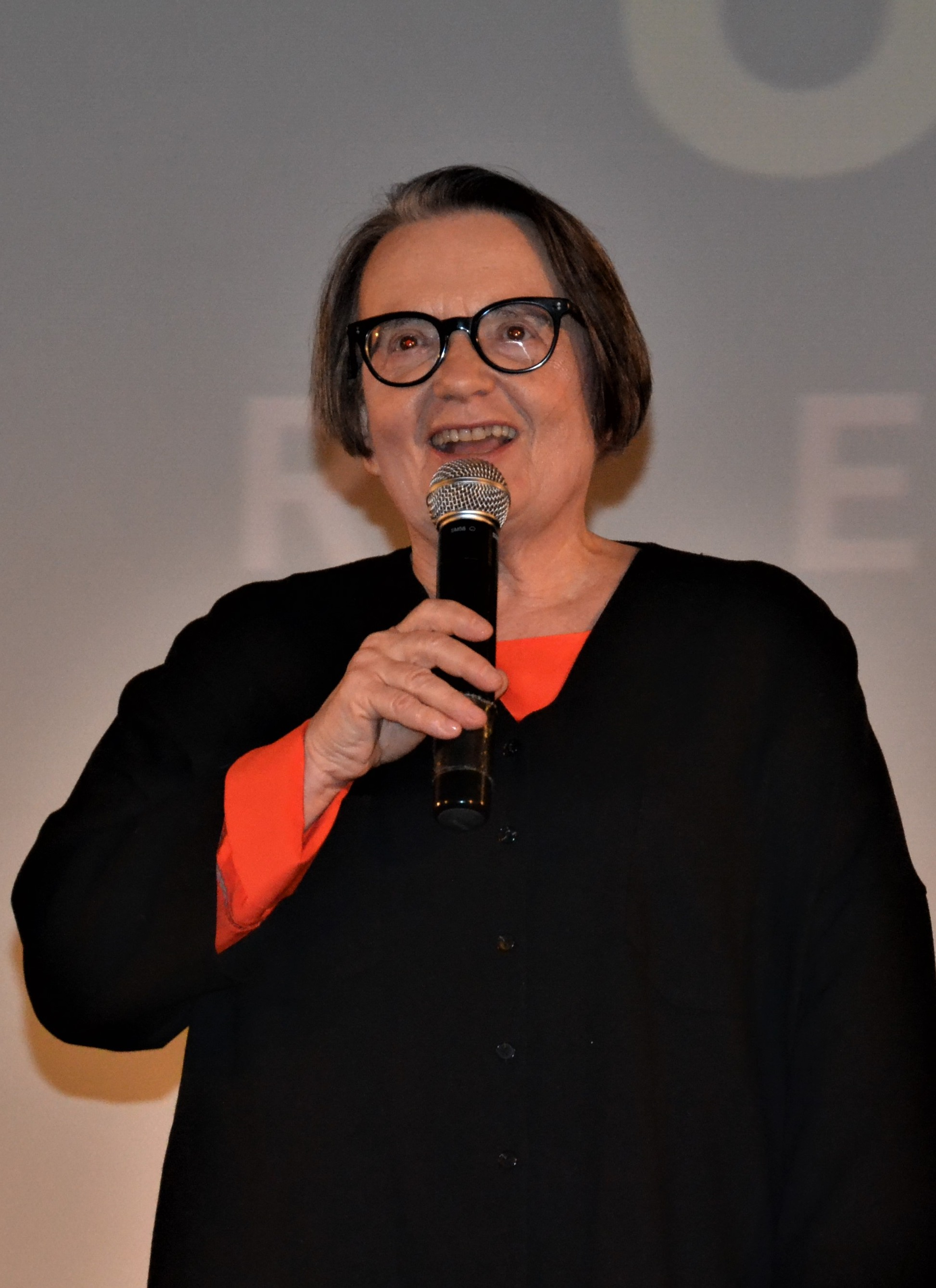
Agnieszka Holland, présidente du jury 2017.

## 2018 -

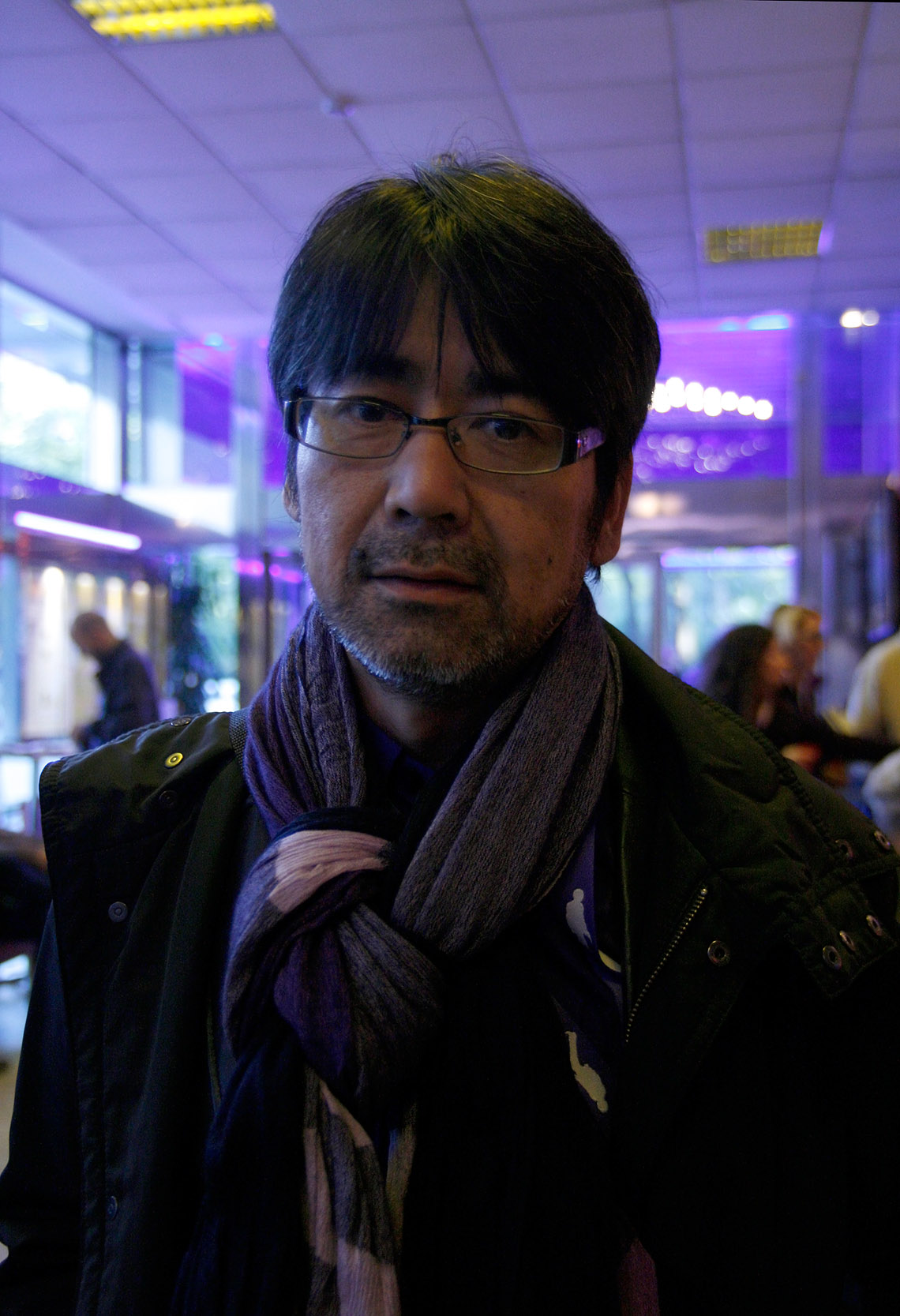
Nobuhiro Suwa, président du jury 2018.

### Young Cinema Competition

#### Jury
- Araki Kelko, présidente
- Park Ki-yong
- Yim Ho

#### Palmarès
- Firebird Award : Eka et Natia, Chronique d'une jeunesse géorgienne (Grzeli nateli dgeebi ou In Bloom) de Nana Ekvtimishvili et Simon Gross ( Géorgie)
- Prix du jury : All Apologies d'Emily Tang ( Hong Kong)
- Mention spéciale : Longing for the Rain de Yang Lina

## 2014 - 38eédition
Sauf information différente, les informations proviennent du site de l'édition du festival
Le festival se tient du 24 mars au 7 avril 2014.

### Young Cinema Competition

#### Jury
- Bong Joon-ho, président
- David Bordwell
- Christophe Lambert
- Karena Lam

## 2015 - 39eédition

### Young Cinema Competition

#### Jury
- Mohsen Makhmalbaf, président
- Jonathan Rosenbaum
- Sandra Ng
- Chris Lee

## 2016 -40eédition

### Young Cinema Competition

#### Jury
- Sylvia Chang, présidente
- Denis Côté
- Dai Jinhua
- Ian Haydn Smith

## 2017 -41eédition
Jury Young Cinema Competition
- Agnieszka Holland, présidente
- Colin Geddes
- Thomas Sotinel
- Anthony Wong

## 2018 -42eédition
Jury Young Cinema Competition
- Nobuhiro Suwa, président
- Mani Haghighi
- Kent Jones
- Cecilia Yip

## 2019 -43eédition
Jury Young Cinema Competition

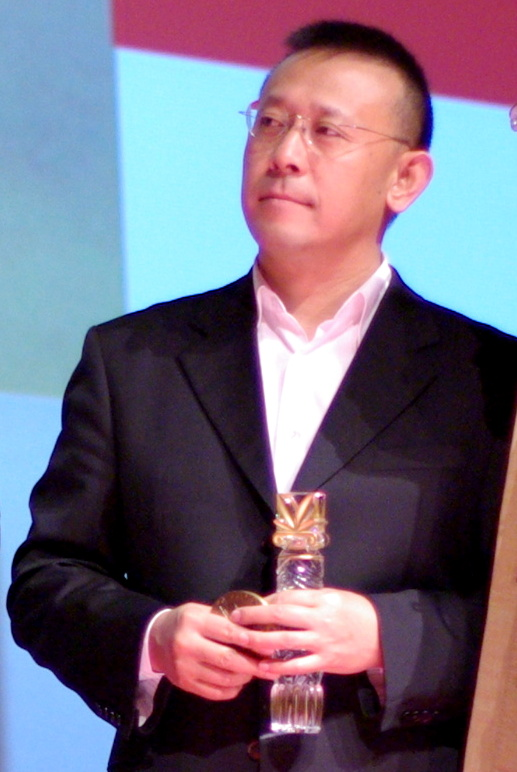
Jiang Wen, président du jury 2019.

- Jiang Wen (président): acteur, réalisateur et scénariste  Chine
- Tony Leung Ka-fai : acteur  Hong Kong
- YU Nan : actrice  Chine
- David Bordwell : auteur et théoricien de cinéma  États-Unis